# Aarhus
Aarhus (IPA átirata: [ˈɒːˌhuˀs]) (1948-tól 2010-ig Århus) Dánia második legnépesebb városa. Forgalmas kikötőváros Kelet-Jyllandon. 2006-ig Aarhus megye székhelye volt. Egyetemi város.

## Nevének eredete
A középkor folyamán a várost Arus-nak nevezték, az izlandi krónikákban Áróss-ként ismerték. A későbbiekben hívták Aars-nak és Oes-nak is. A 17. századtól hívják Aarhus-nak. A várost először Brémai Ádám említette.

## Földrajz

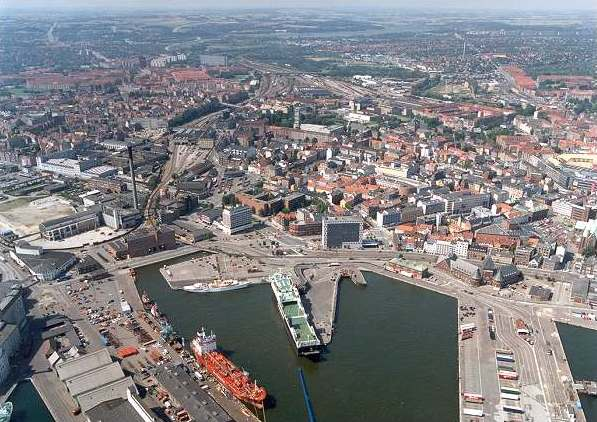
A város egy légifotója

A város nagyjából Dánia közepén, a viszonylag ritkán lakott Jylland félszigeten fekszik. Nagyrészt a Kattegat partján fekvő kikötő köré épült. A partszakasz jellemzően homokos, néhol köves. Déli irányból erdők határolják a települést.
Aarhus az ország legjelentősebb kikötője és fontos vasúti csomópont.

## Történelem

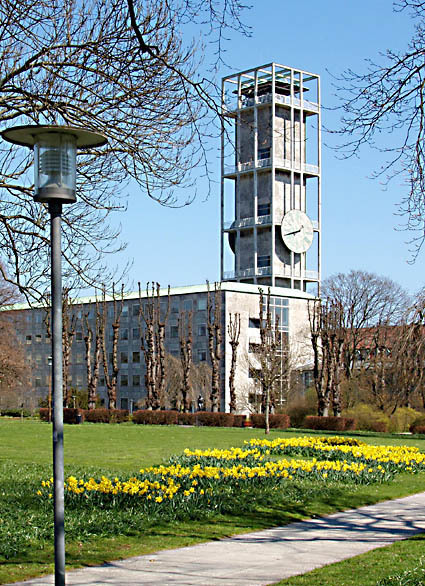
Az új városháza

A város története a viking korra nyúlik vissza: püspöksége 951-ben már létezett, de a település feltehetőleg 770 előtt jött létre. Kedvező fekvése miatt a kereskedelem volt meghatározó. Ebben az időszakban földsánc és sáncárok védte a támadásoktól. A régészek a házakban a fésűket, ékszereket és egyéb alapvető eszközöket találtak.
1201-ben rakták le a székesegyház alapkövét, és ekkor kezdett a város az eredeti falakon kívül is terjeszkedni.
A 17. század háborúi során előbb német hadjáratok, majd svéd hadisarc és megszállás sújtották, nem beszélve a pestisről és a tűzvészekről. Mindezek ellenére kereskedelmi jelentőségét megőrizte.
A 19. század folyamán népessége jelentősen megnőtt, ezáltal Jylland legnépesebb és Dánia második legnépesebb települése lett, megelőzve Aalborgot és Randerst. 1849. május 31-én itt győzték le a poroszok a dánokat. 1861-ben készült el a kikötő bővítése, egy évre rá pedig az első vasútvonal. 1890-ben 33 300, 1955-ben 118 800, 1976-ban 246 400 lakosa volt.

## Gazdaság
Aarhus kikötője Észak-Európa legnagyobbjai közé tartozik. Korszerű létesítményekkel rendelkezik. Évente 8000 hajó köt ki itt, és mintegy 11 millió tonna árut kezelnek. A fő exportcikkek a mezőgazdasági termékek, az import terén a szén és a vas a legjelentősebb.
A környék mezőgazdasági jellegű. A nehézipar és a számítástechnikai ipar a városi területekre koncentrálódik, míg a városközpontban számos informatikai és szolgáltató kis- és középvállalat működik. A Ceres sörfőzde termékeit főként Németországba, Lengyelországba és az Egyesült Királyságba exportálják.

## Turizmus
Aarhus főbb nevezetességei:
- Székesegyház: alapkövét 1201-ben rakták le, végleges formáját a 16. században nyerte el.
- Miasszonyunk templom és rendház, az altemplomban Skandinávia legrégebbi kőkriptájával.
- Marselisborg kastély: a királyi család nyaralója.

## Testvérvárosok
Aarhus a következő településekkel áll hivatalos testvérvárosi kapcsolatban:
| - Göteborg, Svédország - Turku (Åbo), Finnország - Bergen, Norvégia |  | - Harbin, Kína - Szentpétervár, Oroszország - Qaqortoq (Julianehåb), Grönland |